# Суднокомпозит
Конструкторсько-технологічне бюро «Судокомпозит» — український виробник виробів з композитних матеріалів.
Підприємство засноване в 1960 за розпорядженням Ради міністрів Української РСР з метою створення науково-технічної бази по впровадженню полімерних композиційних матеріалів (ПКМ) в суднобудування.
Останнім часом підприємство підпорядковується Мінпромполітики України і є його головною організацією з проектування суден та виробів суднового машинобудування з полімерних композиційних матеріалів (свідоцтво про атестацію наукової установи номер 141 від 19.10.2007)
Підприємство має сертифікат реєстру судноплавства України, свідоцтво про сертифікацію підприємства ССП 22-3-205-05 від 10.08.2005.
| Україна | Це незавершена стаття про Україну. Ви можете допомогти проєкту, виправивши або дописавши її. |